# Gerin
Pour les articles homonymes, voir Gerin.
Gerin (en wallon Djerin) est une section de la commune belge d'Onhaye située en Wallonie dans la province de Namur. C'était une commune à part entière avant la fusion des communes de 1977.

## Géographie
Le village est borné au nord par Weillen, à l’est par Onhaye, au sud par Hastière-Lavaux et à l’ouest par Anthée et Serville.

## Évolution démographique
- Source: DGS, 1831 à 1970=recensements population, 1976= habitants au 31 décembre

## Histoire
On a retrouvé dans le village des débris d’armes et d’outils du Néolithique. L’implantation humaine se poursuit par la suite, favorisée par la proximité de chemins antérieurs à l’occupation romaine.
Gérin fait partie des possessions de l’abbaye de Stavelot avant le Xe siècle. Il passe ensuite à l’abbaye d’Hastière avant 1085 et dépend du comté de Namur. Les habitants sont affranchis en 1415 des droits de formorture (ou de succession) et de formariage (avec un étranger).
On extrait de l’argile plastique pour les fabriques de poterie de Bouvignes et de Dinant, des temps modernes jusqu’en 1830 puis au profit d’un artisanat local qui disparaît au XXe siècle.
Vers 1830, le village compte 242 habitants (132 hommes et 110 femmes). La majeure partie des maisons est bâtie en pierre, couverte de chaume et disséminée. On y vend chaque année 450 toisons de laine, 2 000 livres de beurre et 800 livres de fromage.
Les terres cultivées diminuent depuis le milieu du XIXe siècle au profit des prairies (élevage de bovins).
Le 14 mai 1940, lors de la bataille de France, les Allemands de la 7. Panzer-Division d'Erwin Rommel s'emparent après combats de Gérin qui était défendu par les Français du 94e groupe de reconnaissance de division d'infanterie (GRDI) du chef d'escadron de Fraguier (unité de la 4e division d'infanterie nord-africaine), ce dernier trouve la mort lors de l'engagement. Les chars allemands détruisent ensuite la 6e compagnie du II/129e régiment d'infanterie à l'ouest de Gerin.
La veille, un domestique de ferme, qui baragouinait un parler formé de mots flamands et wallons, pris pour espion, fut exécuté.
Le monument aux morts (à l’entrée de l’église Saint-Remacle) porte pour la Première Guerre mondiale les noms de 6 habitants assassinés par les Allemands lors de l'invasion (5 à Surice et 1 à Dinant), de 4 déportés et de 2 soldats tombés au front. Pour la Seconde Guerre mondiale, on a ajouté deux petites stèles pour 1 prisonnier de guerre décédé en Allemagne et 1 prisonnier politique.
Au cimetière, il existe contre le mur du fond six croix en béton qui ornaient les tombes de soldats français tombés en 1940 et dont les corps ont été exhumés vers 1947 et rendus aux familles.

## Économie

### Communication
La commune est située sur la N 97 qui relie Havelange à Philippeville.